# Lijst van nummer 1-hits in Wallonië in 2002
Deze hits stonden in 2002 op nummer 1 in de Waalse Ultratop 40, de bekendste hitlijst in Wallonië.
| Datum        | Artiest                     | Titel                      |
| ------------ | --------------------------- | -------------------------- |
| 5 januari    | Star Academy                | La musique (Angelica)      |
| 12 januari   | Star Academy                | La musique (Angelica)      |
| 19 januari   | Star Academy                | La musique (Angelica)      |
| 26 januari   | Star Academy                | La musique (Angelica)      |
| 2 februari   | Star Academy                | La musique (Angelica)      |
| 9 februari   | Star Academy                | La musique (Angelica)      |
| 16 februari  | Star Academy                | La musique (Angelica)      |
| 23 februari  | Garou & Céline Dion         | Sous le vent               |
| 2 maart      | P!nk                        | Get the party started      |
| 9 maart      | P!nk                        | Get the party started      |
| 16 maart     | Mario Barravecchia          | On se ressemble            |
| 23 maart     | Mario Barravecchia          | On se ressemble            |
| 30 maart     | Shakira                     | Whenever, wherever         |
| 6 april      | Jean-Pascal                 | L'agitateur                |
| 13 april     | Jean-Pascal                 | L'agitateur                |
| 20 april     | Jean-Pascal                 | L'agitateur                |
| 27 april     | Jean-Pascal                 | L'agitateur                |
| 4 mei        | Jean-Pascal                 | L'agitateur                |
| 11 mei       | Jean-Pascal                 | L'agitateur                |
| 18 mei       | Jean-Pascal                 | L'agitateur                |
| 25 mei       | Jean-Pascal                 | L'agitateur                |
| 1 juni       | Tiziano Ferro               | Perdono                    |
| 8 juni       | Jean-Pascal                 | L'agitateur                |
| 15 juni      | Eminem                      | Without me                 |
| 22 juni      | Eminem                      | Without me                 |
| 29 juni      | Eminem                      | Without me                 |
| 6 juli       | Phil Barney & Marlène Duval | Un enfant de toi           |
| 13 juli      | Phil Barney & Marlène Duval | Un enfant de toi           |
| 20 juli      | Phil Barney & Marlène Duval | Un enfant de toi           |
| 27 juli      | Phil Barney & Marlène Duval | Un enfant de toi           |
| 3 augustus   | Indochine                   | J'ai demandé à la lune     |
| 10 augustus  | Indochine                   | J'ai demandé à la lune     |
| 17 augustus  | Indochine                   | J'ai demandé à la lune     |
| 24 augustus  | Indochine                   | J'ai demandé à la lune     |
| 31 augustus  | Indochine                   | J'ai demandé à la lune     |
| 7 september  | Las Ketchup                 | The ketchup song (Asereje) |
| 14 september | Las Ketchup                 | The ketchup song (Asereje) |
| 21 september | Las Ketchup                 | The ketchup song (Asereje) |
| 28 september | Las Ketchup                 | The ketchup song (Asereje) |
| 5 oktober    | Las Ketchup                 | The ketchup song (Asereje) |
| 12 oktober   | Las Ketchup                 | The ketchup song (Asereje) |
| 19 oktober   | Las Ketchup                 | The ketchup song (Asereje) |
| 26 oktober   | Las Ketchup                 | The ketchup song (Asereje) |
| 2 november   | Las Ketchup                 | The ketchup song (Asereje) |
| 9 november   | Las Ketchup                 | The ketchup song (Asereje) |
| 16 november  | Las Ketchup                 | The ketchup song (Asereje) |
| 23 november  | Las Ketchup                 | The ketchup song (Asereje) |
| 30 november  | Las Ketchup                 | The ketchup song (Asereje) |
| 7 december   | Las Ketchup                 | The ketchup song (Asereje) |
| 14 december  | Las Ketchup                 | The ketchup song (Asereje) |
| 21 december  | Las Ketchup                 | The ketchup song (Asereje) |
| 28 december  | Las Ketchup                 | The ketchup song (Asereje) |